# Antíparos
Pour l’article homonyme, voir  Antiparos (dème).
Antíparos (grec moderne : Αντίπαρος) est une petite île des Cyclades située à l'ouest de Paros dont elle est séparée par un chenal large de 500 mètres à 1 000 mètres.
Longue de 12,5 kilomètres et large de 5,5 kilomètres au maximum, Antiparos fit longtemps partie d'un même ensemble avec sa voisine, comme en témoignent les restes préhistoriques découverts sur l'îlot de Saliagos entre les deux îles. 
Paros et Antiparos sont reliées par une petite navette maritime de nombreuses fois par jour, à intervalles très réguliers.

## Histoire
L'île connut tout au long de l'histoire le même sort que sa grande voisine jusqu'au XVe siècle, où Crousinos Sommaripa donna l'île en dot à sa fille Maria lorsqu'elle épousa le Vénitien Giovanni Lorendano en 1437. Ce fut Lorendano qui fit construire le kastro (forteresse) de la Chora. En faisant appel à des colons, il repeupla aussi l'île quasiment désertée en raison des attaques des pirates. En 1528, Adriana Crispo, épouse d'Alessandro Pisani et arrière-petite-fille de Giovanni Lorendano, succéda à sa grand-mère Lucrezia Loredano en tant que dame d'Antiparos.
L'île reprit ensuite une histoire similaire à celle de sa voisine : conquête par Barberousse en 1537 et domination ottomane, puis russe en 1770-1774. C'est alors que les stalactites et stalagmites de la grotte furent cassés et envoyés au musée de Saint-Pétersbourg.
En 1794, l'île fut à nouveau désertée, les Antiparíotes fuyant des pirates venus du Magne et de Céphalonie.

## La grotte
La grotte est le principal centre d'intérêt touristique de l'île. Longtemps oubliée, le marquis de Nointel, ambassadeur de Louis XIV à Constantinople, la rendit célèbre en 1673. Il décida en effet de faire célébrer la messe de Noël en installant un autel sur un des plus impressionnants stalagmites, pratiquement à 90 m sous terre. Il y grava d'ailleurs son nom et la date pour commémorer l'événement.
C'est au sud d'Antíparos, sur et autour de l'îlot de Despotiko que Theodore Bent découvrit les premières traces connues et avérées de la civilisation néolithique cycladique.

## Au cinéma
Le  film Suntan d'Argyris Papadimitropoulos, sorti en 2016, a été tourné à Antíparos (le médecin communal de cette petite île tombe amoureux d'une jeune touriste du camping naturiste).

## Galerie

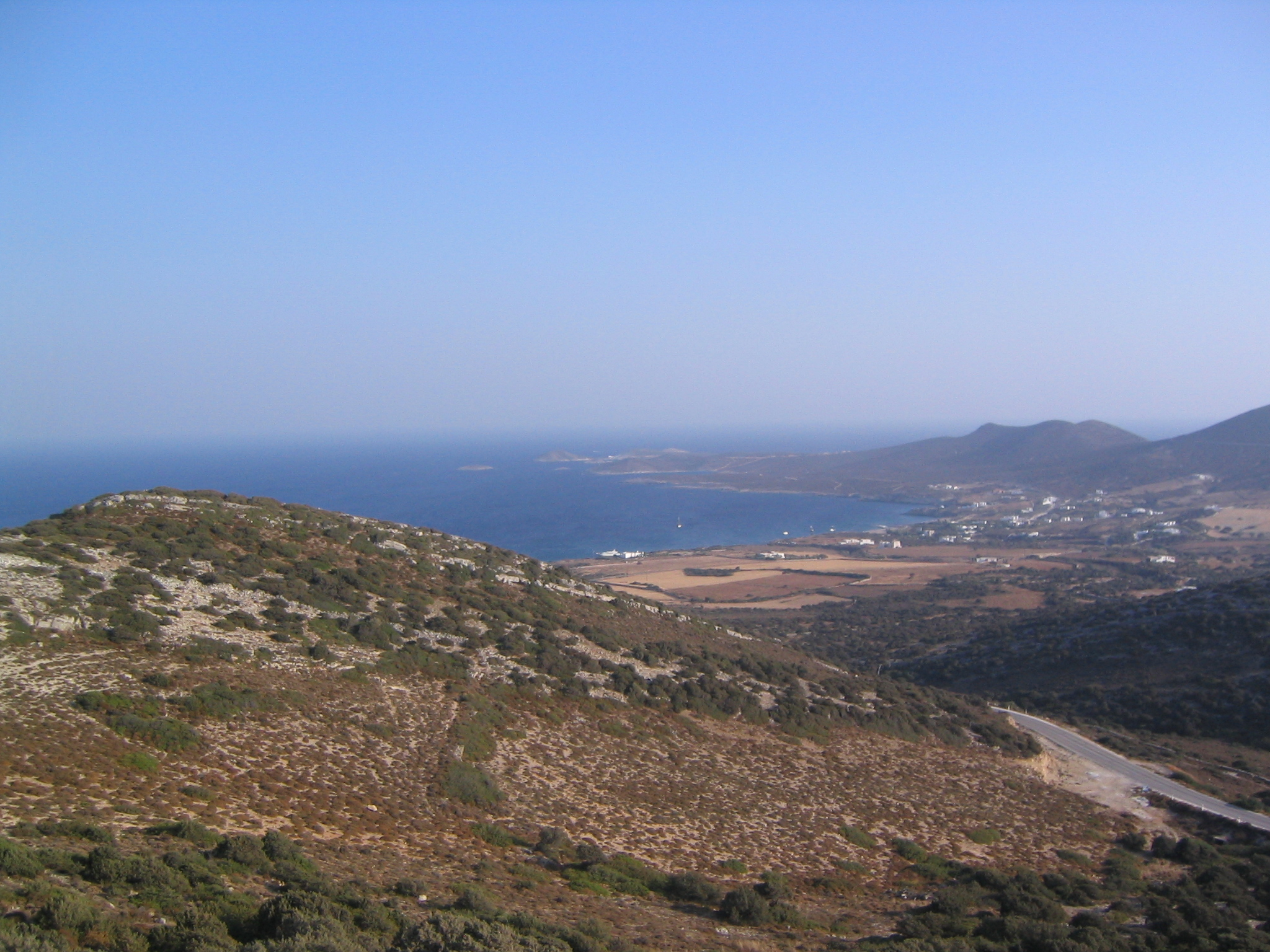
Paysage d'Antíparos.
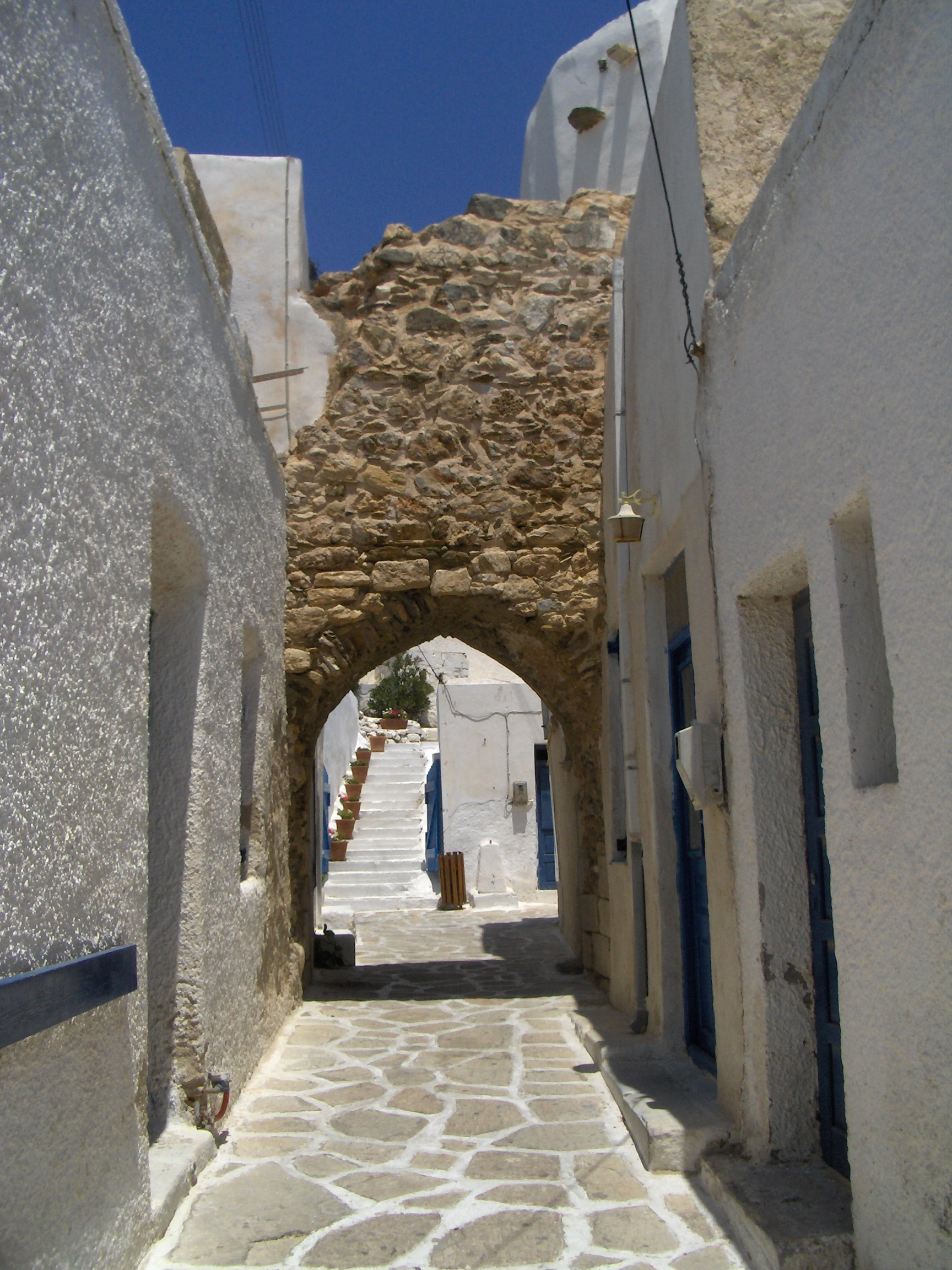
Entrée du kastro.
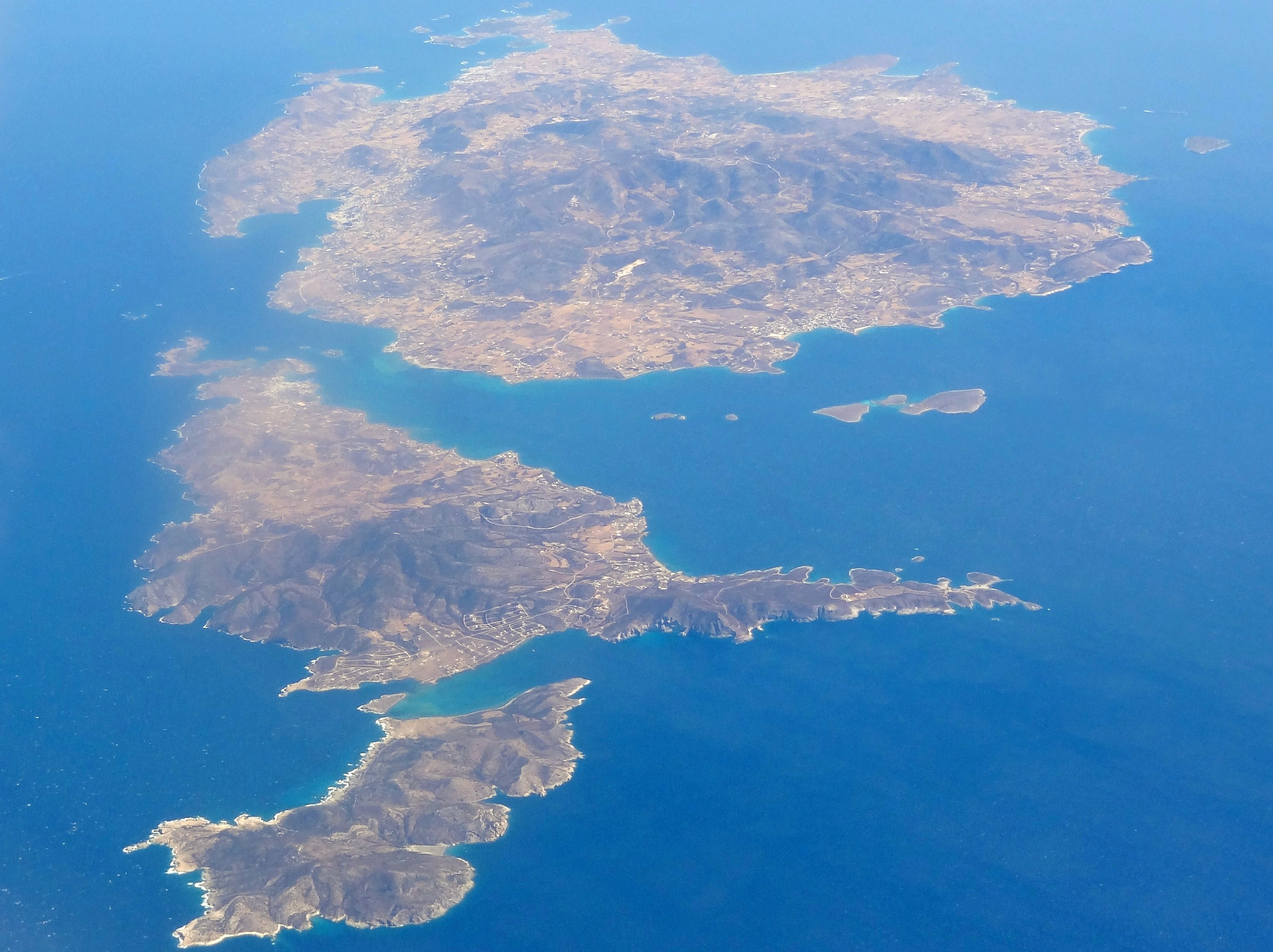
Photo aérienne de Despotikó, Antiparos et Paros (du premier au dernier plan).
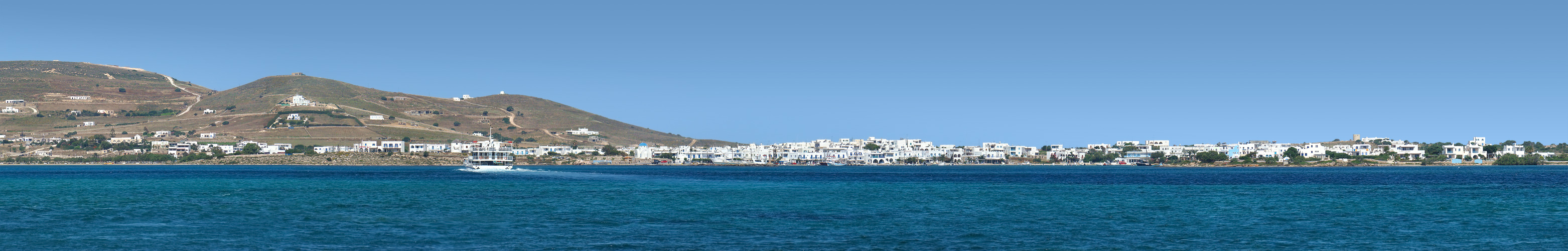
Vue panoramique d'Antiparos depuis l'île voisine de Paros.